# Giuseppe Teresio Michelotti

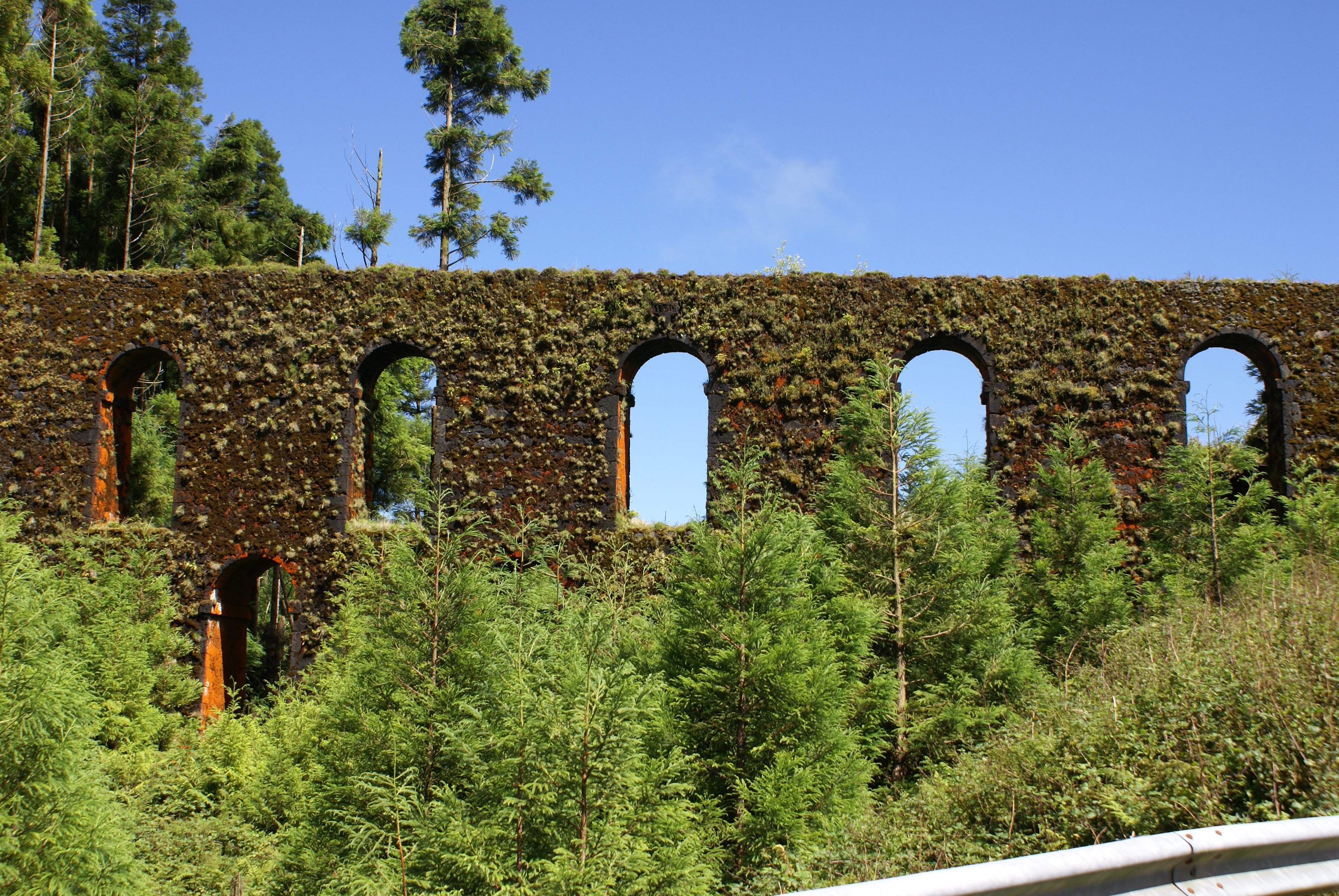
O Aqueduto de Ponta Delgada (na foto o Muro das Nove Janelas, um dos troços mais interessantes do aqueduto), obra de Giuseppe Michelotti.

Giuseppe Teresio Michelotti (Turim, 10 de maio de 1762 — Turim, 12 de março de 1819) foi um matemático, arquitecto e engenheiro hidráulico piemontês, professor de Matemática na Universidade de Turim (Università degli Studi di Torino) e membro da Classe de Ciências Físicas, Matemáticas e Naturais da Academia das Ciências de Turim (Accademia delle Scienze di Torino) desde 1784. Na sequência da anexação do Piemonte pela França Napoleónica, veio para Portugal como professor da Academia Real de Fortificação, Artilharia e Desenho, exercendo depois funções no Real Corpo de Engenheiros, onde atingiu o posto de tenente-coronel. Em 1818, após o restabelecimento do Reino da Sardenha, regressou a Turim, onde terminou a sua carreira como diretor do corpo de engenheiros civis do Piemonte.

## Biografia
Nasceu em Turim, filho do cientista e investigador em hidrodinâmica Francesco Domenico Michelotti (1710-1787), engenheiro hidráulico, professor de matemática da Universidade de Turim e membro da Academia das Ciências de Turim. Seguiu a carreira paterna e, terminado o seu curso na Universidade de Turim, foi nomeado professor de matemática naquela Universidade. Era membro da Sociedade Real de Agricultura da cidade, tendo publicado estudos científicos nas Memórias da Reale Accademia delle Scienze di Torino. Tinha profundos conhecimentos da ciência hidráulica que completava com o domínio do desenho e das técnicas construtivas.
A convite de D. Rodrigo de Sousa Coutinho, veio para Portugal quando, em resultado do desmembramento do Reino da Sardenha pelas forças da França napoleónica, o Piemonte passou a constituir uma divisão administrativa da França, ainda que a sua vinda fosse um antigo desejo do ministro que já tinha proposto a sua contratação em 1787, quando fora embaixador no Reino da Sardenha. Em Lisboa iniciou funções como lente de hidráulica prática, pontes e calçadas na Academia Real de Fortificação, Artilharia e Desenho. Naquela academia ensinou hidráulica prática e construção de pontes e estradas, formando alguns discípulos especializados em hidráulica, de que foi exemplo Luís Máximo Jorge de Bellegarde. Foi membro da Sociedade Marítima, Militar e Geográfica e sócio da Academia das Ciências de Lisboa, instituições onde deixou vários trabalhos.
Por iniciativa de D. Rodrigo de Sousa Coutinho, Giuseppe Michelotti foi nomeado em 1802 para «director de todos os trabalhos hidráulicos que se hajam de fazer em quaisquer rios e canais destes reinos e seus domínios.
Foi promovido a sargento-mor do Real Corpo de Engenheiros a 24 de junho de 1807, organismo onde terminou a sua carreira com a patente de tenente-coronel, quando regressou a Turim, em 1818. Em Turim foi nomeado director do corpo de engenheiros civis do restabelecido Reino da Sardenha.
Durante a sua permanência de 16 anos em Portugal, Michelotti teve uma importante actividade pública, como técnico, professor e académico. Enquanto director dos trabalhos hidráulicos, prestou apoio técnico sobre obras públicas aos ministros D. Rodrigo de Sousa Coutinho, conde de Vila Verde, António de Araújo de Azevedo e D. Miguel Pereira Forjaz.
Realizou projectos e obras para o rio Tejo (1803-1814), para um porto em Oeiras (ca. 1806-1807), para um canal de navegação a ligar o Tejo ao Sado (1812) e para o porto e farol de Ponta Delgada, nos Açores (1814). Exerceu o importante cargo de arquitecto do aqueduto das Águas Livres, tendo garantido as necessidades de abastecimento de água à cidade de Lisboa durante um período de intenso crescimento demográfico.
Esteve nos Açores em 1814, no posto de tenente-coronel, onde exerceu funções de engenheiro em Ponta Delgada, deixando importantes obras e estudos topográficos. Empenhado no projecto do porto artificial de Ponta Delgada, deixou importantes levantamentos da região costeira daquela cidade e algumas das primeiras plantas topográficas da cidade. É autor do projecto do Aqueduto de Ponta Delgada, estrutura que por um complexo sistema de aquedutos, canais e túneis liga a lagoa do Canário à cidade de Ponta Delgada.

## Obras
Entre outras, é autor das seguintes obras:
- Saggio idrografico del Piemonte. Roma, 1803.
- Ensayo Hydrographico do Piemonte (tradução de Francisco Furtado de Mendonça), Roma, 1803.
- Ensayo hydrografico do Piemonte, Roma, Antonio Fulgoni, traduzido por Francisco Furtado de Mendonça, 1803;
- Memoria sobre a formaçaõ de hum canal entre Setubal e Lisboa mandada fazer por Ordem de Sua Alteza Real o Príncipe Regente Nosso Senhor, in  O Investigador Portuguez em Inglaterra, Londres, 1813, vol. 6, pp. 496-504.